# Barrage de Portage-des-Roches
Le barrage de Portage-des-Roches (Portage-des-Roches étant la traduction du montagnais Ashini Kushnapagan) ou Barrage Taschereau (en l'honneur de Louis-Alexandre Taschereau) est un barrage situé dans le secteur Laterrière de l'arrondissement Chicoutimi, à Saguenay, Québec, Canada. Plus important ouvrage de retenue des eaux du réservoir Kénogami, ce barrage constitue la source de la rivière Chicoutimi dont le débit en est totalement dépendant.

## Géographie
Le Portage-des-Roches est situé à la confluence entre la rivière Chicoutimi et l'extrémité est du réservoir Kénogami. Ce couloir naturel creusé par la glaciation est une dépression situé entre l'élévation du Lac Jean-Deschênes celle du sud de la vallée du Saguenay–Lac-Saint-Jean ou Parc des Laurentides.

## Histoire

### Exploration européenne
Faisant partie de la principale suite de portage qui relie le Saguenay au Lac Saint-Jean, par le lac Kénogami et la rivière Chicoutimi, le Portage-des-Roches fut emprunté par le père Jean Dequen en 1652. En 1732, c'est l'arpenteur Joseph-Laurent Normandin, qui traduira le terme montagnais Ashini Kushnapagan en Portage-des-Roches.

### Déluge du Saguenay
En 2010 au Québec, le gouvernement du Québec a lancé un appel d'offres afin d'améliorer la capacité d'évacuation du déversoir, de rehausser la crête du barrage et de remplacer les vannes de bois par des vannes en acier doté d'un système indépendant et pouvant être contrôlé à distance. Les différents travaux tiennent compte des recommandations techniques contenues dans le rapport de la Commission Nicolet.
Le coût total du projet de réfection est estimé à 50 millions $. Les travaux doivent se terminer en 2013.